# Joan Trian Barceló
Joan Trian Barceló. Metge.
Germà de l'apotecari Jaume Trian. Metge d'hospital. En la seva joventut va participar de les idees regeneracionistes i va ser proper als plantejaments de la Institució Lliure d'Ensenyament i al Partit Reformista de Melquiades Álvarez. Va ser regidor de l'Ajuntament de Palma pel Partit Reformista l'any 1917. El 1932 formava part del Partit Republicà Radical Socialista. El 1934 va formar part de l'Esquerra Republicana Balear. El juny de 1936 va dignar la Resposta al missatge dels catalans. Detengut. Destituït, el 3 de desembre de 1936, de la seva ocupació a l'Hospital Provincial. Va ser condemnat pel Tribunal de Responsabilitats Polítiques a 7 anys d'inhabilitació i 10.000 pessetes de multa. El seu germà Jaume va ser assassinat pels franquistes el 31 d'agost de 1936.